# Provincia de Loei
Loei (en tailandés: เลย) es una de las provincias menos pobladas de Tailandia, situada en el Noreste. Es fronteriza (en el sentido de las agujas del reloj) con: Nong Khai, Udon Thani, Nongbua Lamphu, Khon Kaen, Phetchabun y Phitsanulok. Por el norte es frontera con las provincias de Xaignabouli y Vientiane, en el vecino Laos.
La capital, Loei, fue fundada por el rey Mongkut en 1853 con el fin de poder administrar la zona ante el incremento de población. La provincia se creó como tal en 1907, aunque un tiempo estuvo unida a la de Phetchabun.

## Geografía
Se sitúa en una zona de bajas elevaciones montañosas, cruzada por el río Loei, afluente del Mekong, que establece la frontera con Laos. Por su ubicación, es la única provincia tailandesa que en el periodo invernal puede llegar a tener temperaturas inferiores a cero grados celsius. Tiene cinco parques nacionales: Phu Hin Rong Kla, Phu Kradueng, Phu Ruea, Phu Pha Man y Phu Suan Sai.

## Símbolos
|  | El emblema provincial muestra una torre, stupa, de Phra That Si Song Rak, construida en 1560. Fue realizada en tiempos del rey Maha Chakrapat del Reino de Ayutthaya, y el rey Setthathirat de Lan Xang, para fijar la frontera entre los dos reinos. El árbol símbolo de la provincia es el Pinus kesiya. |

## División administrativa
La provincia se divide en 14 distritos (Amphoe), que se subdividen en 89 comunas (tambon) y 839 aldeas (muban).
| 1. Mueang Loei 2. Na Duang 3. Chiang Khan 4. Pak Chom 5. Dan Sai 6. Na Haeo 7. Phu Ruea | 1. Tha Li 2. Wang Saphung 3. Phu Kradueng 4. Phu Luang 5. Pha Khao 6. Erawan 7. Nong Hin |